# Râches
Râches é uma comuna francesa na região administrativa de Altos da França, no departamento de Nord. Estende-se por uma área de 4,87 km². Em 2010 a comuna tinha 2 763 habitantes (densidade: 567,4 hab./km²).